# Revelations (Special Ed)
Revelations è il terzo album del rapper statunitense Special Ed, pubblicato nel 1995 da Profile Records nei mercati di Stati Uniti e Regno Unito. È il suo ultimo disco con la Profile e l'ultimo a classificarsi: come nel precedente lavoro, il rapper insiste sulla vanteria come tema principale.
| Recensione | Giudizio |
| ---------- | -------- |
| AllMusic   | [ 1 ]    |

## Tracce
1. Lyrics – 4:24
2. Neva Go Back – 3:47
3. Rough 2 the Endin' – 3:55
4. Walk the Walk – 4:30
5. It's Only Gettin' Worse – 2:56
6. Just a Killa (feat. Bounty Killer) – 4:42
7. Rukus – 3:36
8. Freaky Flow – 3:17
9. Won't Be Long – 4:38
10. Crazy – 3:48
11. Here I Go Again – 3:22
12. Just Like Dat – 3:31
13. Everyday Iza Gunshot – 4:24
14. We Rule – 4:47

## Classifiche settimanali
| Classifica (1995)         | Posizione massima |
| ------------------------- | ----------------- |
| Stati Uniti               | 107               |
| US Top R&B/Hip-Hop Albums | 12                |